# الكسندرا أميرة هانوفر (1882–1963)
الاميرة الكسندرا أميرة هانوفر وكمبرلاند (بالألمانية: Alexandra von Hannover und Cumberland)‏ (29 سبتمبر 1882 - 30 أغسطس 1963) أميرة لبريطانيا العظمى وايرلندا ودوقة برونزويك نيبورغ .